# Société anonyme des anciennes salines domaniales de l'Est
Ne pas confondre avec la Salines domaniales de l'Est, une régie nationale qui a existé de 1790 à 1840.
La Société anonyme des anciennes salines domaniales de l'Est est un cartel du « syndicat de Nancy » crée en 1862 dans le but de monopoliser l'exploitation du sel gemme en Franche-Comté.

## Histoire
Après la libéralisation du marché du sel en 1840 pour la Franche-Comté et la Lorraine par la loi du 17 juin 1840 (et la dissolution des Salines domaniales de l'Est), un système de concessions accordé à des compagnies privées est mis en place mais reste encadré par l'administration minière.
Les salines de Montmorot, Salins-les-Bains et Arc-et-Senans sont vendues aux enchères en 1843, pendant que trois concessions sont accordées en Haute-Saône : celle de Gouhenans est régularisée, la concession de Mélécey-Fallon qui entre en exploitation en 1850 et la concession des Époisses en 1848, limitrophe de Gouhenans, qui reste inexploitée. Une autre concession, celle de Grozon, est accordée dans le Jura en 1845. Des procès entre entrepreneurs éclatent dans ces nouvelles concessions, en raison des convoitises qu'elles suscitent à la suite de la brusque ouverture du marché salicole. La saline de Gouhenans est touchée par le scandale Teste-Cubières, une affaire de corruption jugée par la Cour des Pairs en juillet 1847. Le projet de rachat et de regroupement des trois salines de Montmorot, Salins-les-Bains et Arc-et-Senans en une Société anonyme des anciennes salines royales de l’Est par Jean-Marie de Grimaldi avec des capitaux espagnols est refusée par le Conseil d'État en 1847 en 1855, craignant une monopolisation du marché privé. En 1862, la Société anonyme des anciennes salines domaniales de l’Est voit finalement le jour et forme avec d'autres sociétés le cartel du « syndicat de Nancy ». Dans les décennies suivantes, de nouvelles concessions concurantes sont accordées dans le Doubs et le Jura : Miserey en 1868 à des entrepreneurs de Besançon, Châtillon-le-Duc  en 1875, Pouilley-les-Vignes en 1889, Perrigny en 1892, à Poligny en 1894, Serre-les-Sapins en 1898 (inexploitée). Toutes seront absorbées par la cartellisation qui reprend dès 1877. Les autorités ont d’abord accordé toutes ces concessions pour favoriser la concurrence, mais elles cessent ensuite pour consolider le cartel du sel franc-comtois à la suite de la crise de surproduction et de la fermeture des salines de Mélecey, Grozon, Arc-et-Senans et Montferrand. C'est pour ces raisons que deux concessions sont refusées le 31 juillet 1907 par l'administration des mines.
Le sel des Salines de Franche-Comté est commercialisé jusqu’en 1962.

## Direction
Le siège social se trouve aux Chaprais à Besançon.